# 耶莉莎·阿帕里西奧
耶莉莎·阿帕里西奧·马丁内斯（西班牙語：Yalitza Aparicio Martínez，1993年12月11日—）是一名墨西哥女演員與教師。她的第一部电影是墨西哥知名导演艾方索·柯朗執導的《羅馬》（2018）等。阿帕里西奧在電影中扮演一名墨西哥原住民家傭，並因此獲得第91屆奧斯卡金像獎的最佳女主角提名，成為歷届首位提名此獎的美洲原住民。

## 早年生活
阿帕里西奧來自墨西哥一个单亲原住民家庭。父亲是米斯特克人，母亲則是特里基族人。在成為演員之前，她是一名學校教師。阿帕里西奧參與在本地文化中心舉行的試鏡活動後得到电影《羅馬》的角色。

## 外部連結
- 耶莉莎·阿帕里西奧在互联网电影资料库（IMDb）上的資料（英文）